# Céline Saint-Pierre
Céline Saint-Pierre, née en 1940 à Saint-Hyacinthe au Québec, est une sociologue québécoise qui s'intéresse au mouvement ouvrier, aux classes sociales, au travail, aux changements technologiques et à l'éducation. 

## Famille
Céline Saint-Pierre est issue d'une famille aisée de la petite bourgeoisie de Saint-Hyacinthe. Son père, René Saint-Pierre (1899-1972) est un concessionnaire automobile, engagé dans sa communauté, notamment en politique. Il sera, entre autres, ministre des Travaux publics au gouvernement du Québec (1961-1966), alors dirigé par Jean Lesage. Il s'investira dans l'assainissement des mœurs politiques, dont les pratiques de patronage. La future sociologue sera « sensibilisée par son père aux situations d'injustices sociales ».

## Études et carrière universitaire
Céline Saint-Pierre débute un baccalauréat ès-arts, au Collège Saint-Maurice de St-Hyacinthe, collège associé à l'Université de Montréal. Puis, elle poursuit des études de sociologie à cette université en 1962. Elle y réalise une maîtrise ayant comme titre Étude des associations volontaires dans une communauté canadienne-française. Elle y fait la rencontre de professeurs qui marqueront plusieurs générations d'étudiants : Marcel Rioux, Jacques Dofny et Guy Rocher.
Avant de se lancer dans une thèse de doctorat, elle considère une carrière en cinéma documentaire dans l'esprit du cinéma vérité tel que pratiqué par Pierre Perrault et Jean Rouch. Elle explore cette possibilité à Paris en 1963, puis elle bifurque finalement vers son autre passion, la sociologie. En 1964, elle débute un doctorat à l'École des hautes études en sciences sociales de Paris, sous la direction du sociologue français Alain Touraine.
En 1965, revenue au Québec, elle rejoint le Département de sociologie de l'Université de Montréal comme professeure. Puis, en 1969, elle accepte un poste au Département de sociologie dans la toute nouvelle Université du Québec à Montréal, fondée en 1969. La même année, elle retourne à Paris pour terminer son doctorat, amorcé 5 ans plus tôt. Elle puise ses idées dans les théories d'Alain Touraine, son directeur, mais aussi dans celles de Louis Althusser et de Nicos Poulantzas. Elle fréquente alors deux autres québécois étudiant à Paris au même moment, Hélène David et Louis Maheu. Chacun travaille sur une période du mouvement ouvrier du Québec : Hélène David (l'après Seconde guerre mondiale), Louis Maheu (les années 1920) et Céline Saint-Pierre (les années 1930). Dans sa thèse, déposée en 1973, la sociologue cherchait à comprendre dans sa globalité l'évolution du mouvement ouvrier du Québec.  
Après une carrière de professeure-chercheure de 35 ans à l'UQAM, elle prend sa retraite en 2004 et devient professeure émérite en 2010.

## Travaux scientifiques
Ses premiers intérêts de recherche sont du côté des mouvements sociaux. Dans ce grand champ de la sociologie, elle se spécialise sur les questions du travail et des organisations, ainsi que sur les nouvelles technologies en lien avec le travail et les changements sociaux, dont les mouvements syndicaux. La sociologue approche ses objets de recherche par une approche multidisciplinaire. Cette approche se transposera aussi dans ses pratiques d'enseignement. Elle donnera des cours dans les programmes des sciences humaines, de lettres, de communication et de sciences de la gestion.   
Dans les années 1970, inspirée par les écrits de Marx, Lénine et Mao, Céline Saint-Pierre développe une réflexion critique du mode de production capitaliste. Elle espère des transformations qui pourraient détruire à la « racine les raisons de l’exploitation », de dire les sociologues Gilles Gagné et Jean-Philippe Gagné. Durant cette décennie, elle poursuit ses analyses du mouvement ouvrier québécois.  
Dans les années 1980, elle se consacrera à la sociologie du travail et de l’innovation technologiques. Le monde du travail se transforme; l’automation, l’informatisation, puis la robotisation et la bureautique fragilisent les travailleurs eux-mêmes, ainsi que le mouvement ouvrier. En 1985, elle met sur pied en  le Centre de recherche en évaluation sociale des technologies (CREST). Dans un entretien réalisé en janvier 1986 par la revue de l'Acfas, elle réfléchit ainsi à la question : « Étant donné la place que prennent actuellement les nouvelles technologies, il m'apparaît essentiel d'en faire l'évaluation et de regarder quel en est l'impact sur la société. Les sociologues doivent absolument se préoccuper de cette question. C'est ce qui m'a amenée à suivre ce dossier de très près, pour être capable de voir si le phénomène constituait un tournant majeur de la société, quelque chose de passager ou une solution pour régler les problèmes de la crise économique [en cours]. Est-ce que cela change fondamentalement la vie des gens au travail ? S'agit-il simplement de nouveaux gadgets qui arrivent sur le marché de consommation et au sujet desquels on fait tout un discours pour ouvrir le marché? ».
Dans les années 1990, on la retrouve du côté des questions d'éducation. Elle réalise des travaux en sociologie de l'éducation, participe aux États généraux sur l'éducation (1995-1996), et présidera le Conseil supérieur de l’éducation du Québec de 1997 à 2002. Elle sera aussi vice-rectrice à l’enseignement et à la recherche de l'UQAM de 1992 à 1996. Dans sa vision de l'éducation, Céline St-Pierre parle « d'une éducation à la citoyenneté grâce à laquelle l'école pourra jouer un rôle primordial dans l'établissement d'une société juste et équitable, respectueuse des différences religieuses, culturelles et sociales. L'école doit devenir non seulement un milieu de vie stimulant, mais une occasion d'ouvrir les jeunes à leurs responsabilités futures dans une société de plus en plus pluraliste et complexe ».
En 2017, elle publie La première révolution tranquille, où elle revisite les propos développé lors de sa thèse qui soutenait que les mouvements sociaux des années 1930 au Québec auraient été suffisamment puissant pour être qualifié ainsi, en référence aux années 1960, période de réformes libérales connue comme la Révolution tranquille.

## Publications

### Ouvrages
- 2017 : Saint-Pierre, Céline, La première révolution tranquille : syndicalisme catholique et unions internationales dans le Québec de l’entre-deux-guerres, Del Busso éditeur, 231 pages.
- 2008 : Saint-Pierre, Céline . La sociologie du travail au Québec : Parcours et orientations dans Tremblay, D.-G. (dir.).  Flexibilité, sécurité d'emploi et flexicurité : les enjeux et défis. (p. 18-32) Québec: Les Presses de l'Université du Québec.
- 1993 : L'histoire du travail transformations technologiques et organisation de la production, Québec: Musée de la civilisation, 1993.

### Articles
- 2015 : « L’interculturalisme. Une approche de recomposition du lien social dans les sociétés pluralistes », dans SociologieS (en ligne), Revue de l’Association internationale des sociologues de langue française (AISLF), Grands résumés, L’interculturalisme. Un point de vue québécois, 26 mai 2015.
- 2006 : Saint-Pierre, Céline. « Entre recherche, pratique et politique : le Conseil supérieur de l’éducation du Québec, une démarche originale. » Revue des sciences de l’éducation, volume 32, numéro 1, p. 113–131. https://doi.org/10.7202/013479ar
- 2001 : «Éduquer autrement pour un monde complexe et pluraliste», dans D. Mercure, dir., Une société-monde? Les dynamiques sociales de la mondialisation, De Boeck Université, Les Presses de l’Université Laval, 2001, p. 275-285.
- 1991 : « Tertiarisation et division sociale du travail : les multiples visages des cols blancs », Sociologie et Sociétés, vol. 23, no 2, octobre 1991, pp. 169-181.
- 1984 : « Les robots ne sont pas tous d'acier: l'impact de la micro-électronique sur l'organisation du travail dans le secteur tertiaire », Sociologie et Sociétés, vol. l6, no 1, 1984, pp. 71-81.

## Titres et honneurs
- Membre émérite du Centre interuniversitaire de recherche sur la science et la technologie (CIRST)[11].
- Officière de l'Ordre national du Québec en 2015[12].
- Présidente de l’Académie des sciences sociales de la Société royale du Canada (2010-2011)[11].
- Docteure honoris causa en sociologie de l'Université de Moncton en 2002[13].
- Chevalière de l'Ordre national du Mérite de France en 1997[5].